# Vạn Thắng, Ba Vì
Vạn Thắng là một xã thuộc huyện Ba Vì, thành phố Hà Nội, Việt Nam.
Xã Vạn Thắng có diện tích  9,99 km², dân số năm 2017 là 16.000 người, mật độ dân số đạt 1601 người/km².
Vạn Thắng có ranh giới phía tây giáp xã Phú Đông, phía tây bắc là xã Cổ Đô, phía đông bắc giáp xã Phú Cường, phía đông tiếp giáp xã Tản Hồng.
Vạn Thắng xưa là đất thuộc tổng Thanh Mai. Đầu thế kỷ 19, tổng Thanh Mai huyện Tiên Phong phủ Quảng Oai, trấn Sơn Tây gồm các làng xãː Thanh Mai (kẻ Mơ), Trạch Mi, Trạch Mi Trù, Cổ Pháp (kẻ Pháp), Tuấn Xuyên, Vân Hội (kẻ Đối). Đến đầu thế kỷ 20, theo Ngô Vi Liễn, tổng Thanh Mai phủ Quảng Oai tỉnh Sơn Tây gồm các xãː Cổ Pháp, Hậu Trạch (tức Trạch Mi), Mai Trại (tức Thanh Mai), Nhuận Trạch (tức Trạch Mi Trù), La Xuyên, Tuấn Xuyên, Vân Hội, Quang Ngọc. Ngày nay, các làng Cổ Pháp (nay đổi là Tân Phong), Tuấn Xuyên, Vân Hội (Phong Vân, Ba Vì), nằm ở phần phía tây tổng Thanh Mai xưa, hiện thuộc xã Phú Đông, Ba Vì và xã Phong Vân huyện Ba Vì. Còn các làng Hậu Trạch, Mai Trại, Nhuận Trạch, La Xuyên nay thuộc xã Vạn Thắng huyện Ba Vì. Đầu thế kỷ 15, trên vùng đất tổng Thanh Mai, nhà Hồ cho xây dựng tòa thành Đa Bang căn cứ phòng thủ trọng yếu chống nhà Minh

## Làng chèo Hậu Trạch
Làng chèo Hậu Trạch, xã Vạn Thắng, huyện Ba Vì (Hà Nội) là một làng quê từ lâu đã nổi tiếng là một trong những chiếu chèo tiêu biểu của xứ Đoài. Làng Hậu Trạch không lớn, chỉ có gần 2.000 người dân song hầu như gia đình nào cũng có người biết hát ít nhất là một vài làn điệu chèo truyền thống. Người Hậu Trạch đi đến đâu cũng tự hào bởi món đặc sản văn hóa tinh thần nổi tiếng khắp vùng đất Xứ Đoài. Nhiều năm liền chiếu chèo Hậu Trạch tham gia các Hội thi nghệ thuật sân khấu không chuyên của tỉnh Hà Tây cũ và Hà Nội hiện nay. Không chỉ tập luyện và biểu diễn, Câu lạc bộ chèo Hậu Trạch còn thường xuyên mở lớp dạy hát chèo cho thanh, thiếu niên trong làng, trong xã.

## Thôn Mai Trai
Thôn Mai Trai nằm ở trung tâm xã Vạn Thắng,giáp các thôn Quang Ngọc,Chợ Mơ và Hậu Trạch.Thôn Mai Trai có diện tích 3,63 ki lô mét vuông.Thôn Mai Trai có nhiều nhân tài đã cống hiến nhiều cho đất nước.